# Jorge Toledo Luis
Jorge Toledo Luis es un político mexicano miembro del Partido Revolucionario Institucional. Nació en El Espinal, Oaxaca el 10 de diciembre de 1966.

## Cargos Partidistas
- Delegado Regional de Gobierno en Ciudad Ixtepec, perteneciente a la Coordinación Estatal de Delegados de Gobierno del Estado de Oaxaca
- Consejero Político Nacional del PRI (2007).

- Coordinador General Ejecutivo de la Confederación Nacional de Organizaciones Populares (CNOP) en Oaxaca (2000-2001).

- Secretario General Adjunto del Comité Directivo Estatal del PRI en Oaxaca.

- Presidente del Comité Municipal del Frente Juvenil Revolucionario (FJR).
- Presidente del Comité Directivo Estatal, Frente Juvenil Revolucionario
- Secretario de Organización del Comité Directivo Estatal del Partido Revolucionario Institucional de Oaxaca
- Presidente del Comité Directivo Estatal (2010)
- Secretario General de la Confederación Nacional de Organizaciones Populares del Estado de Oaxaca

## Trayectoria Pública
- Director de Atención a la Juventud, Instituto de la Juventud Oaxaqueña. (1993)
- Diputado federal suplente representando al VII Distrito Federal Electoral de la LVII Legislatura del H. Congreso de la Unión, México D.F. (1996-1997)
- Diputado federal de Mayoría Relativa por el estado de Oaxaca representando al VII Distrito Electoral Federal de Oaxaca con sede en Juchitán de Zaragoza con resultado de elección de 44.94 % y con margen de victoria de 3.44 %(2006-2009).

- Coordinador General de delegaciones en el Gobierno de Oaxaca (2004).

- Presidente Municipal de El Espinal, Oaxaca (2002-2004).
- Secretario General de Gobierno del Estado Libre y Soberano de Oaxaca.(2009-2010)

## Actualidad
- Consejero Político Nacional del Partido Revolucionario Institucional.

- Presidente del CDE del P.R.I. en el Estado de Oaxaca

- Senador de la República LXIII Legislatura .